# Valerie Adams
Valerie Kasanita Adams, anche nota come Valerie Vili (Rotorua, 6 ottobre 1984), è un'ex pesista neozelandese, pluricampionessa olimpica e mondiale della specialità.
È la detentrice dei record oceaniani del getto del peso sia outdoor che indoor, rispettivamente con le misure di 21,24 m e 20,98 m.

## Biografia
Nata a Rotorua da padre inglese e madre tongana, è sorella del cestista NBA Steven Adams e cugina dell'ex cestista italiano Riccardo Morandotti, da parte di padre (la sorella di suo padre è la madre di Morandotti). Fu allenata per più di 11 anni, dal 1998 al 2010, dall'ex giavellottista Kirsten Hellier, poi da Didier Poppe e, dal 2013, dall'ex olimpionico e già allenatore di Werner Günthör, Jean-Pierre Egger.
Il 6 agosto 2012 si aggiudicò la medaglia d'argento ai Giochi olimpici di Londra con la misura di 20,70 metri preceduta solamente dalla bielorussa Nadzeja Astapčuk ma, a causa della positività di quest'ultima in due test antidoping consecutivi a distanza di 24 ore, la medaglia d'oro le fu revocata e assegnata proprio alla Adams, il che ne fa la seconda donna della storia a laurearsi campionessa olimpica per due edizioni consecutive dei Giochi dopo la sovietica Tamara Press.
Oltre alla lunga serie di record continentali, ha sempre avuto una grande regolarità di risultati; dal 2006 al 2014, per ben otto anni poté vantare prestazioni ben oltre i 20 metri, che la collocarono al vertice delle graduatorie mondiali. In carriera, dal 22 agosto 2010, è riuscita a totalizzare una serie di 5 vittorie consecutive in concorsi di livello internazionale.
A lei appartiene anche la serie più lunga di titoli mondiali: quattro, da Osaka 2007 a Mosca 2013. Anche a livello olimpico, con le sue vittorie a Pechino 2008 e a Londra 2012, è la pesista più titolata a pari merito con Tamara Press. Infine, è una dei nove atleti al mondo (con Usain Bolt, Veronica Campbell-Brown, Jacques Freitag, Elena Isinbaeva, Kirani James, Jana Pittman, Dani Samuels e David Storl) che sono riusciti a vincere un titolo mondiale in tutte le categorie (under 18, under 20 e assoluti).

### Vita privata
Già sposata con il discobolo francese Bertrand Vili, è da questi divorziata dal 2010. Diventata membro della Chiesa di Gesù Cristo dei santi degli ultimi giorni, attualmente risiede e si allena in Svizzera.

## Palmarès
| Anno | Manifestazione  | Sede           | Evento         | Risultato | Prestazione | Note                                                                               |
| ---- | --------------- | -------------- | -------------- | --------- | ----------- | ---------------------------------------------------------------------------------- |
| 1999 | Mondiali U18    | Bydgoszcz      | Getto del peso | 10ª       | 12,82 m     |                                                                                    |
| 2001 | Mondiali U18    | Debrecen       | Getto del peso | Oro       | 16,87 m     |                                                                                    |
| 2002 | Mondiali U20    | Kingston       | Getto del peso | Oro       | 17,73 m     |                                                                                    |
| 2002 | Commonwealth    | Manchester     | Getto del peso | Argento   | 17,45 m     |                                                                                    |
| 2003 | Mondiali        | Saint-Denis    | Getto del peso | 5ª        | 18,65 m     |                                                                                    |
| 2004 | Giochi olimpici | Atene          | Getto del peso | 7ª        | 18,56 m     | [ 7 ]                                                                              |
| 2005 | Mondiali        | Helsinki       | Getto del peso | Argento   | 19,62 m     | [ 8 ]                                                                              |
| 2006 | Commonwealth    | Melbourne      | Getto del peso | Oro       | 19,66 m     |                                                                                    |
| 2007 | Mondiali        | Osaka          | Getto del peso | Oro       | 20,54 m     | Record oceaniano                                                                   |
| 2008 | Mondiali indoor | Valencia       | Getto del peso | Oro       | 20,19 m     | Record oceaniano                                                                   |
| 2008 | Giochi olimpici | Pechino        | Getto del peso | Oro       | 20,56 m     | Record oceaniano                                                                   |
| 2009 | Mondiali        | Berlino        | Getto del peso | Oro       | 20,44 m     |                                                                                    |
| 2010 | Mondiali indoor | Doha           | Getto del peso | Oro       | 20,49 m     | Record oceaniano                                                                   |
| 2010 | Commonwealth    | Delhi          | Getto del peso | Oro       | 20,47 m     | Record dei Giochi                                                                  |
| 2011 | Mondiali        | Taegu          | Getto del peso | Oro       | 21,24 m     | Record dei campionati · Record oceaniano · Miglior prestazione mondiale stagionale |
| 2012 | Mondiali indoor | Istanbul       | Getto del peso | Oro       | 20,54 m     | Record oceaniano                                                                   |
| 2012 | Giochi olimpici | Londra         | Getto del peso | Oro       | 20,70 m     |                                                                                    |
| 2013 | Mondiali        | Mosca          | Getto del peso | Oro       | 20,88 m     |                                                                                    |
| 2014 | Mondiali indoor | Sopot          | Getto del peso | Oro       | 20,67 m     | Miglior prestazione mondiale stagionale                                            |
| 2014 | Commonwealth    | Glasgow        | Getto del peso | Oro       | 19,88 m     |                                                                                    |
| 2016 | Mondiali indoor | Portland       | Getto del peso | Bronzo    | 19,25 m     |                                                                                    |
| 2016 | Giochi olimpici | Rio de Janeiro | Getto del peso | Argento   | 20,42 m     | Miglior prestazione personale stagionale                                           |
| 2018 | Commonwealth    | Gold Coast     | Getto del peso | Argento   | 18,70 m     | Miglior prestazione personale stagionale                                           |
| 2021 | Giochi olimpici | Tokyo          | Getto del peso | Bronzo    | 19,62 m     |                                                                                    |

## Altre competizioni internazionali
2010
- Vincitrice della Diamond League nella specialità del getto del peso (18 punti)

2011
- Vincitrice della Diamond League nella specialità del getto del peso (24 punti)

2012
- Vincitrice della Diamond League nella specialità del getto del peso (28 punti)

2013
- Vincitrice della Diamond League nella specialità del getto del peso (16 punti)

2014
- Oro alla Doha Diamond League ( Doha), getto del peso - 20,20 m
- Oro al Golden Gala Pietro Mennea ( Roma), getto del peso - 20,01 m
- Oro all'Adidas Grand Prix ( New York), getto del peso - 19,68 m
- Oro all'Athletissima ( Losanna), getto del peso - 20,42 m
- Oro all'Herculis ( Monaco), getto del peso - 20,38 m
- Oro al Birmingham Grand Prix ( Birmingham), getto del peso - 19,96 m
- Oro al Memorial Van Damme ( Bruxelles), getto del peso - 20,59 m
- Vincitrice della Diamond League nella specialità del getto del peso (32 punti)

2016
- Vincitrice della Diamond League nella specialità del getto del peso (58 punti)

## Riconoscimenti
- Atleta mondiale dell'anno (2014)
- Atleta dell'anno di Track and Field News (2012, 2013)[9]